# Броници
Броници (рус. Бронницы) град је у Русији у Московској области. Према попису становништва из 2010. у граду је живело 21102 становника.

## Становништво
| 1939. | 1959.  | 1970.  | 1979.  | 1989.  | 2002.  | 2010.  |
| ----- | ------ | ------ | ------ | ------ | ------ | ------ |
| 6.100 | 10.107 | 11.782 | 14.194 | 16.057 | 18.232 | 21.102 |